# Bicicleta de transmisión hidráulica

Turbina hidráulica

Una bicicleta con transmisión hidráulica es un tipo de bicicleta que utiliza un sistema hidráulico para transmitir la energía del ciclista al suelo sobre el que se desplaza, en vez de una cadena. Aunque la mayoría de las bicicletas usan cadena, hay otros sistemas como el cardán o la correa, con sus ventajas e inconvenientes. 
No es demasiado raro que algunas bicicletas utilicen frenos hidráulicos, pero siguen utilizando cadena para la transmisión y las bicicletas hidráulicas son muy raras. La mayoría son montajes caseros.

## La transmisión hidráulica
La transmisión hidráulica es una innovación que tendría muchas ventajas interesantes. Es un sistema robusto, resistente a las averías, con un mantenimiento mínimo y es una tecnología muy probada en otros ámbitos muy diversos. Sin embargo, si se rompe es difícil de improvisar un arreglo, al contrario que con la cadena. También pasa con otros sistemas como el cardán, que es más difícil de romper, pero también de arreglar.
También es un sistema compacto y sellado, no mancha a menos que se rompa ni produce enganchones en la ropa. Incluso se podría ocultar parte dentro del cuadro de la bicicleta. Ser tan compacto, permite una mayor altura libre al suelo, lo que constituye una ventaja para salvar obstáculos. La eficiencia es similar a la de una cadena nueva y limpia, pero no le afecta el barro la suciedad y es casi imposible que pierda engrase si no es por una avería. 
La cadena proporciona un poco de elasticidad que ayuda a iniciar la marcha o superar obstáculos a muy baja velocidad. Otras transmisiones como la de cardan, no la tienen. Un sistema hidráulico puede tener por sí mismo cierta elasticidad o se puede añadir un acumulador, habitual en cualquier sistema hidráulico.
Permite aprovechar mejor la energía en obstáculos en los que, con cadena se haría mucha fuerza y casi nada de movimiento. En ese caso el músculo no produce trabajo útil, pero se cansa y consume energía. Con un acumulador hidráulico se podría mover los pedales, aunque la rueda motriz haga fuerza pero no se mueva.
También permitiría mover la rueda motriz en situaciones en las que no es fácil pedalear, como cuando se utiliza todo el cuerpo para impulsar la bicicleta, cuando un obstáculo bajo los pedales impide pedalear o cuando se vadea un paso de agua.
Es más versátil a la hora de transmitir la energía a cualquier punto. Permitiría llevar la tracción a la rueda delantera o a todas ellas y simplificaría la transmisión en triciclos y bicicletas reclinadas, en los que las cadenas hacen unos recorridos bastante enrevesados.
También se podría utilizar para otros usos aparte de la tracción, como elevar la suspensión.
Tampoco es obligatorio usar pedalier convencional, se podría utilizar un sistema con pistones similar a un freno hidráulico de coche, con un movimiento alternativo en vez de circular. Podría ser más simple y la fuerza que produciría el ciclista sería homogénea a lo largo de todo el recorrido del pedal. Es un problema que se lleva mucho tiempo intentando solucionar en los pedales convencionales.
Se pueden utilizar marchas como en las demás transmisiones y se pueden aplicar bombas de desplazamiento variable continuo, que se utilizan en otros sistemas hidráulicos, y que permitirían un cambio de marchas sin saltos o transmisión variable continua. Es más sencillo diseñar un sistema que pueda cambiar de marcha sin pedalear.
Su peor desventaja podría ser el peso, aunque no es seguro que pueda ser más pesado que una transmisión convencional. Adecuadamente diseñada al ámbito de la bicicleta podría reducir mucho su peso.